# August von Voit
August von Voit, född 17 februari 1801 i Wassertrüdingen, död 12 december 1870 i München, var en tysk arkitekt. Han var far till Carl von Voit.
Voit studerade i München för Friedrich von Gärtner och företog studieresor i Italien och Frankrike. Han vände sig med förkärlek till den romanska konsten och fann rikligt tillfälle att använda denna vid kyrkobyggnader i Rhenbayern, liksom även vid restaureringen av slottet Hambach i samma trakt (1846 och framåt). År 1841 blev han professor vid akademien i München och utgav vid samma tid avbildningarna till Franz Kuglers "Denkmäler der Kunst".
I München byggde han 1846 Neue Pinakothek i München, vilket ansågs sakna arkitektonisk karaktär (förstört under andra världskriget) och 1854 efter förebild av Kristallpalatset i London det stora Glaspalatset i järn och glas, vilket oftast användes som för konstutställningar innan det brann ned 1931.

## Galleri

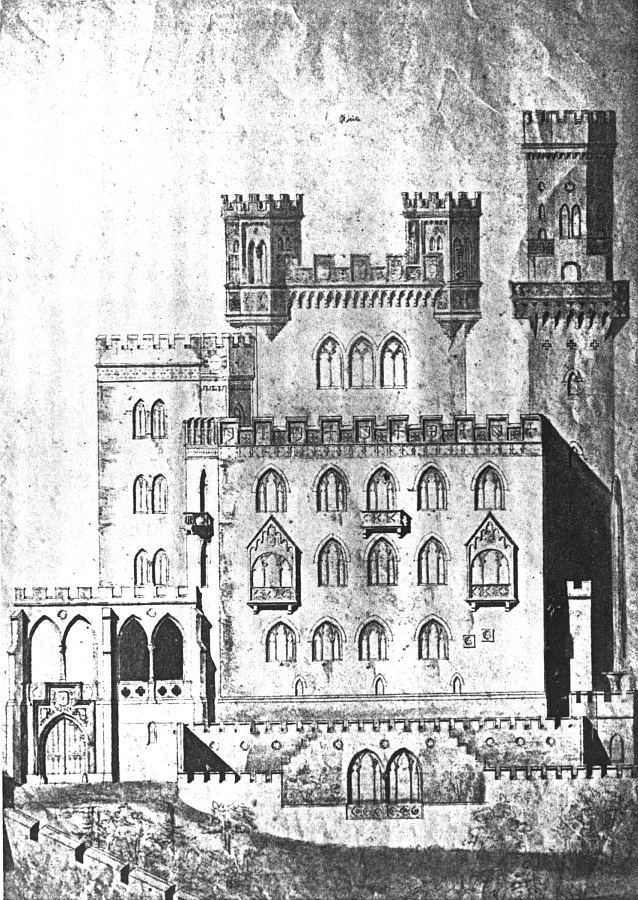
Hambacher Schloss
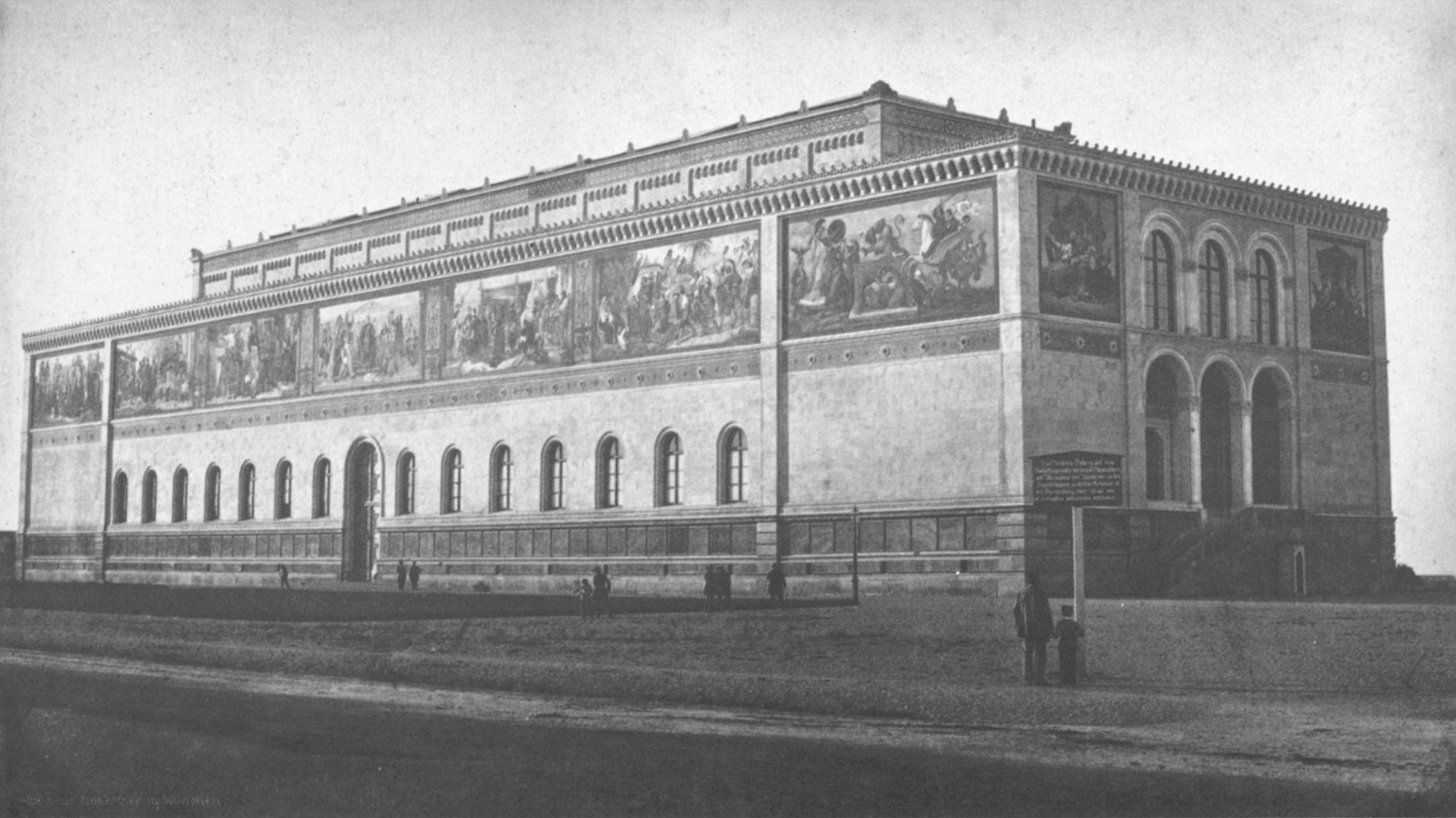
Neue Pinakothek
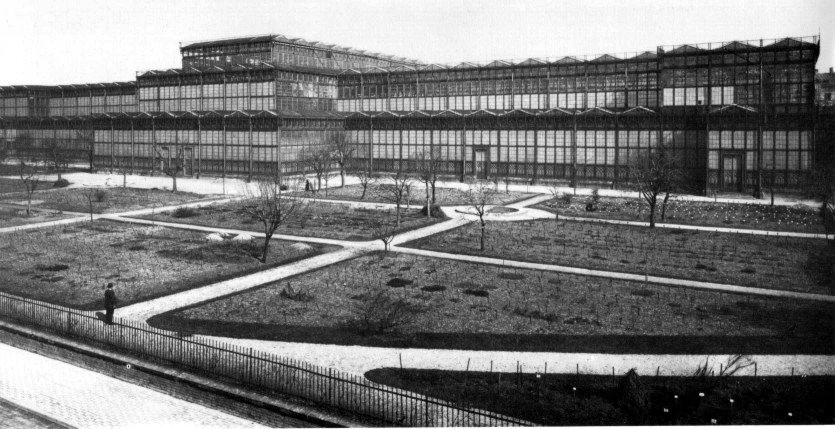
Glaspalast
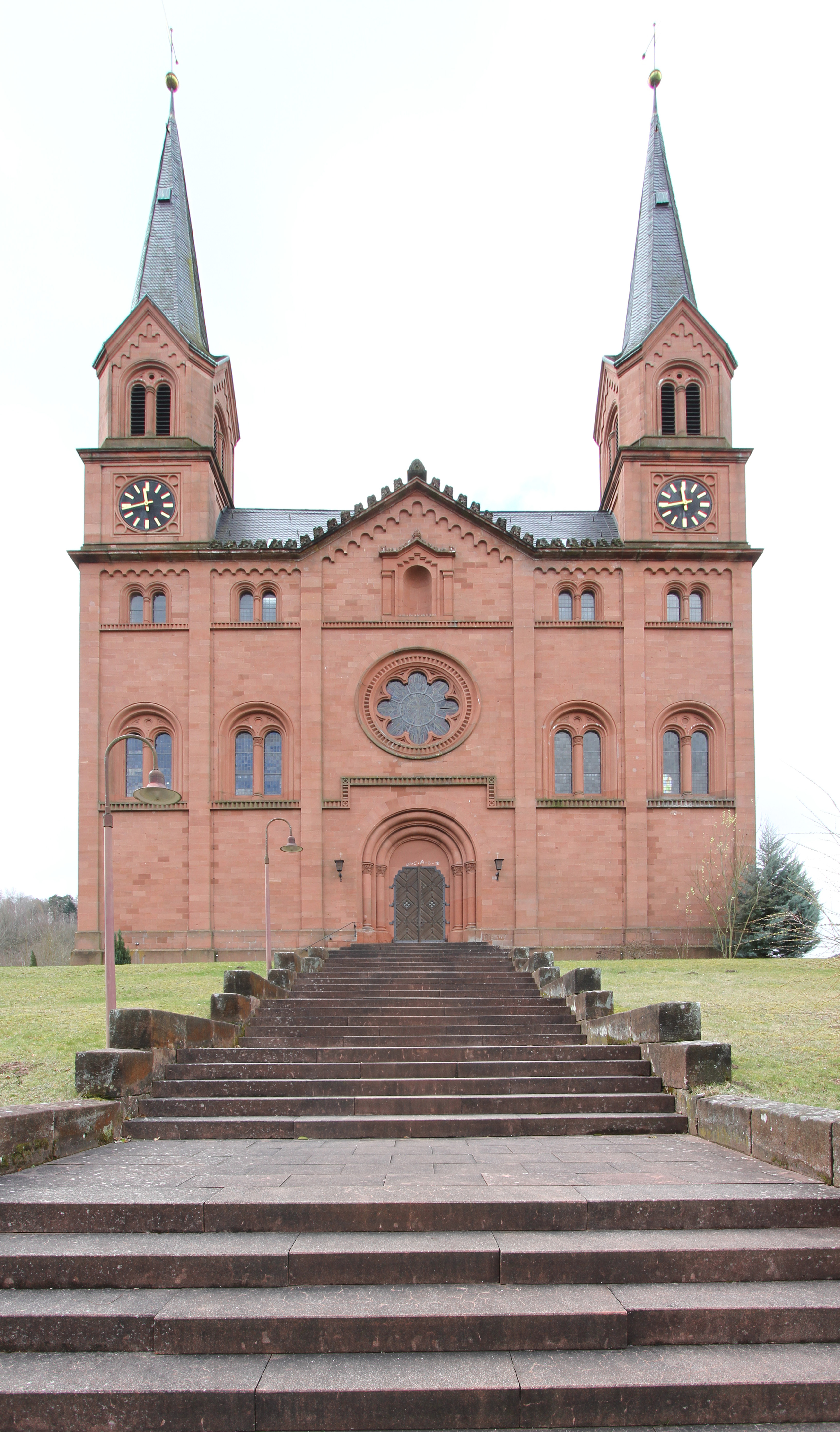
Wilgartswiesen